# Josef Marxen
Josef Marxen właśc. Antonius Josef Marxen (ur. 2 sierpnia 1906 w Worringen, zm. 16 listopada 1946 w Tiranie) – niemiecki ksiądz katolicki działający w Albanii, ofiara prześladowań komunistycznych, błogosławiony Kościoła katolickiego.

## Życiorys
Był czwartym z dziewięciorga dzieci Nikolausa i Marii z d. Hahnen. Ojciec pracował jako zarządca majątku we Fronhofie. W 1928 rodzina Marxen osiadła w Lötsch k. Nettetalu. Josef Marxen uczył się w Lorch, a następnie od 1921 w gimnazjum w St. Wendel w diecezji trewirskiej. Po ukończeniu szkoły średniej 12 maja 1928 rozpoczął nowicjat w zakonie werbistów w St. Augustin. Odbył studia teologiczne w Wyższej Szkole im św. Gabriela w Mödling k. Wiednia i orientalistyczne w Monachium. 21 czerwca 1936 został wyświęcony na księdza przez biskupa Franza Eberle w Instytucie Orientalistycznym w Monachium, a mszę prymicyjną odprawił 5 lipca 1936 w Breyell. Planował pracę misyjną w Rosji. Wobec niemożności realizacji tych zamiarów, w sierpniu 1936 przyjechał do Albanii. Po krótkim pobycie w Durrësie trafił do parafii Kthellës, a następnie do Perlat w kraju Mirdytów.
W latach 1937–1942 pracował w parafii Perlat, skąd został przeniesiony do parafii Jubë k. Durrësu, gdzie pracował do 1945. W Perlacie był inicjatorem budowy szkoły. Nie skorzystał z możliwości opuszczenia kraju w listopadzie 1944, wraz z armią niemiecką i pozostał w Albanii. W lutym 1945 przeniósł się do Tirany. 2 marca 1945 został aresztowany przez funkcjonariuszy Departamentu Obrony Ludu w Durrësie. Oskarżony o działania wrogie wobec władz komunistycznych, a także o współpracę z okupantem został skazany na dwa lata więzienia. Trafił do więzienia w Tiranie. Próba ucieczka z więzienia zakończyła się niepowodzeniem, a Marxen ponownie stanął przed sądem. Skazany na karę śmierci został rozstrzelany w lesie pod Tiraną wraz z dwoma innymi więźniami rankiem 16 listopada 1946. Miejsce jego pochówku pozostaje nieznane. Wiadomość o jego śmierci w 1947 dotarła do rodziny w Niemczech.
Marxen znajduje się w gronie 38 Albańczyków, którzy 5 listopada 2016 w Szkodrze zostali ogłoszeni błogosławionymi. Beatyfikacja duchownych, którzy zginęli "in odium fidei" została zaaprobowana przez papieża Franciszka 26 kwietnia 2016.

## Pamięć
W 2016 ukazała się biografia Josef Marxen, Missionar in Albanien, pióra Cecilii Giebermann.
Imię Marxena nosi jedna z ulic w tirańskiej dzielnicy Paskuqan.